# بطليموس القبرصي
بطليموس القبرصي كان ملك قبرص حكم من 80-58 قبل الميلاد. وهو الأخ الأصغر لبطليموس الثاني عشر ملك مصر، وكلاهما أبناء بطليموس التاسع، وكان أيضًا عم كليوباترا السابعة.

## حكم قبرص
اعتُرف به كملك لقبرص في نفس الوقت الذي حصل فيه شقيقه بطليموس الثاني عشر على عرش مصر عام 80 قبل الميلاد.